# Jekaterina Larionowa
Jekaterina Alexejewna Larionowa (kasachisch Екатерина Алексеевна Ларионова; * 23. Januar 1994 in Oral) ist eine kasachische Ringerin.

## Biografie
Jekaterina Larionowa gewann bei den Ringer-Weltmeisterschaften 2013 in Budapest die Bronzemedaille im Mittelgewicht. Auch bei den Asienmeisterschaften in den zwei darauffolgenden Jahren konnte sie Bronze in dieser Klasse gewinnen. Bei den Olympischen Spielen 2016 in Rio de Janeiro gewann sie ebenfalls im Mittelgewicht die Bronzemedaille.